# Ernie Gigante Dešković
Ernie Gigante Dešković (Opatija, 3. listopada 1979.), menadžer u kulturi, organizator koncerata, kazališta, izložbi, hrvatski književnik, kulturolog.

### Životopis

#### Književnost
Prozaist (romanopisac, esejist, pisac pripovijetki), publicist, recenzent, urednik.
Piše na talijanskom i hrvatskom jeziku. Piše filozofske, kulturološke i povijesne eseje. Njegova su djela prevođena s i na hrvatski i talijanski, te na slovenski, makedonski, engleski, njemački i francuski jezik. U američkoj nacionalnoj knjižnici u Washingtonu naveden kao jedan od predstavnika mladih europskih pisaca. Dobitnik nekoliko književnih nagrada.
Jedan od pokretača i dugogodišnji organizator međunarodnog Festivala književnosti u Rijeci.

#### Obrazovanje i znanost
Na Odsjeku za kulturologiju Filozofskog fakulteta Sveučilišta u Rijeci stekao zvanje sveučilišnog prvostupnika kulturologije (BA) i magistra kulturologije (MA), a obrazovanje za doktora znanosti (PhD) nastavio je na Odsjeku za filozofiju Filozofskog fakulteta Sveučilišta u Rijeci. Bavi se znanstvenim radom u području kulturologije, filozofije i kaznenim zakonom u odnosu na mentalno bolesne osobe. Pohađao i studij fizike i politehnike te se bavi i matematikom.
Vanjski suradnik na nekoliko fakulteta Sveučilišta u Rijeci.
Organizator popularno-znanstvenih predavanja i pokretač programa 'Znanost srijedom' u suradnji sa Fakultetom za fiziku u Rijeci.

#### Aktivizam
Od 2001. do 2013. jedan od istaknutijih članova Istarskog demokratskog sabora. Od 2013. aktivan kao nezavisan. Gradski vijećnik (2005–2009 i 2013-2017), zamjenik gradonačelnika Grada Opatije (2009–2013), član gradskih i mjesnih odbora (2005-2017). Nakon toga napušta politiku.

#### Novinarstvo
Pisao za riječki mjesečnik "Val" i pulski mjesečnik "Regional". Pokretač on-line dnevnika "Kvarnerski.com". Članci mu objavljivani u nekoliko novina i na: "Regional Express" (Pula), "Rijeka Danas" (Rijeka), "Barkun" (Pula), "ArteTurjen" (Zagreb), "GradPula.com" (Pula), "Lokal.hr" (Zagreb), "Parentium.com" (Poreč), "Aktualno.hr" (Varaždin), "eMedjimurje.hr" (Čakovec).

#### Članstva
Mensa, međunarodno udruženje iznadprosječno inteligentnih (2002-2005 predsjednik podružnice za Istru, Primorje i Liku), Hrvatsko književno društvo (2007-2010 dopredsjednik, 2013-2023 predsjednik), Klub za extremne sportove Rijeka, Circolo letterario

#### Koncerti, izložbe, kazalište
Organizator brojnih glazbenih, scenskih, kazališnih i ostalih kulturnih manifestacija. Od 2017. godine ravnatelj ustanove u kuturi Festival Opatija. Upravlja Ljetnom pozornicom, centrom Gervais, umjetničkim paviljonom Juraj Šporer i Švicarskom kućom u Opatiji i Interpretacijskim centrom dr. Andrija Mohorovičić u Voloskom.
Koncerti međunarodnih izvođača Anastacia, Eros Ramazzotti, Sabaton, Zucchero, Epica, Al Bano, Tom Jones, Morcheeba, Anna Oxa, Boney M, The Cult, David Garrett, Michael Bolton, Diane Krall, Jack Savoretti, Norah Jones, Alvaro Soler, Luka Šulić (2Cellos), SUM 41, Maksim Mrvica, The Dire Straits Experience, Stefan Milenkovich samo su neki koji se povezuju s njim.  
Pokretač i organizator nekoliko međunarodnih glazbenih festivala iz međusobno različitih područja: Festival mjuzikla, Festival klasične glazbe, rock&pop MusicFest
Pokretač ciklusa mjesec kazališta i organizator brojnih umjetničkih izložbi među kojima radova Piccasa, Miróa, Dalía, Kaline, de Karine. 

## Književna djela

#### Kratke priče
- Demon (2002.), horor, Mensa magazin, Zagreb
- Nosferatu di Volosca (2006.), humoristična priča s elementima horora, zbirka Festivala fantastične književnosti, Pazin
- Ta divna sutrašnjica (2007.), antiutopijska priča, istrakonska zbirka, Pazin
- Dosta je superheroja (2007.), parodija, istrakonska zbirka, Pazin
- Izbor za boga (2007.), antiutopijska priča, sferakonska zbirka, Zagreb
- Ja i div (2008.), humoristična priča s elementima fantastike, zbirka Festivala fantastične književnosti, Pazin
- Krik u kozmičkoj fugi (2010.), znanstveno-fantastična priča, zbirka Festivala fantastične književnosti, Pazin
- I'll be back in Opatija (2011.), humoristična znanstveno-fantastična priča, zbirka Festivala fantastične književnosti, Pazin
- Kviz (2012.), znanstveno-fantastična priča, zbirka Istromancer, Izdavački centar Rijeka
- Crnobradi Mario (2018.), humoristična priča, časopis za kulturu i umjetnost Krik, HKD, Rijeka

#### Priče
- Scaramuccia (2006.), filozofska priča - Editori Lomb. SpA, Milano
- To die for (2007.), fantastična priča - Nordlink SpA, Torino
- Maschere (2007.), filozofska priča - Editori Lomb. SpA, Milano
- Pagliacci (2009.), filozofsko-fantastična priča - Editori Lomb. SpA, Milano

#### Romani
- "Creatio" zbirka dvaju horor romana Pandora i Prisutnost - Editore Dante SpA, Rijeka 2002.
- "Posrnuli" horor roman - Morgan, Rijeka 2003. ISBN 953-99373-0-2
- "Serenijeva enigma" triler roman - Hrvatsko književno društvo Osvit, Rijeka 2008.
- "Serenijeva enigma" (makedonska verzija) triler roman - Feniks, Skopje 2009.

#### Zbirke eseja
- Disceptatio (2006.), zbirka politoloških i kulturoloških eseja - Istarska akademija znanosti i kulture Umag - Rijeka
- Rijeka za radoznale 1 (2008.), zbirka povijesnih i kulturoloških popularno-znanstvenih eseja - Hrvatsko književno društvo i SDR, Rijeka
- Rijeka za radoznale 2 (2009.), zbirka povijesnih i kulturoloških popularno-znanstvenih eseja - Hrvatsko književno društvo i SDR, Rijeka
- Rijeka za radoznale 3 (2010.), zbirka povijesnih i kulturoloških popularno-znanstvenih eseja - Hrvatsko književno društvo i SDR, Rijeka
- Rijeka za radoznale 4 (2013.), zbirka povijesnih i kulturoloških popularno-znanstvenih eseja - SDR, Rijeka

#### Eseji i znanstveni radovi
- Miroslav Krleža i kolonijalno (2009.), Književno pero, 2 i 3 broj
- Sjevernojadranske tragedije i sljepoća uz pomoć Claudija Magrisa (2009.), Književno pero, 2 i 3 broj
- serija eseja (2008, 2009, 2010.), Rijeka za radoznale, 1, 2 i 3
- O filozofiji čitanja (2012.), Književno pero, 11 broj
- About Identity (2014.), Književno pero, 12 broj
- Bilingualism and Fiume (2015.), Prava nacionalnih manjina i dvojezičnost, SDR & Centre Maurits Coppieters
- Kazneni zakon Republike Hrvatske i mentalno bolesne osobe koje su počinile kazneno djelo, usklađenost sa psihijatrijskim standardima i etičke posljedice (Filozofski fakultet u Rijeci)
- Opravdanost smanjenja sloboda u kriznim vremenima - etička i moralna pitanja
- Sloboda, sloboda, sloboda (2019.), Književno pero

#### Časopisi
- Glavni urednik, list za kulturu i društvena zbivanja Liburnija (izlazio od 2004. do 2005. u Opatiji)
- Glavni i odgovorni urednik, časopis za kulturu i književnost Književno pero (izlazi od 2008. u Rijeci)
- Član uredništva, časopis za kulturu i umjetnost Krik (izlazi od 2018. u Rijeci)

## Vanjske poveznice
- http://www.blog.hr/print/id/1621259226/ernie-di-abbazia.html
- http://forumtomizza.com/it/convegno?start=6  Arhivirana inačica izvorne stranice od 5. ožujka 2016. (Wayback Machine)
- http://www.superknjizara.hr/index.php?page=knjiga&id_knjiga=55109%5Bneaktivna+poveznica%5D
- http://www.webstilus.net/content/view/5223/70/  Arhivirana inačica izvorne stranice od 25. svibnja 2012. (Wayback Machine)

1. ↑  Najavljen Festival književnosti. Pristupljeno 9. srpnja 2025.
2. ↑  Moralni, politički i epistemološki odgovori na društvene devijacije. Pristupljeno 9. srpnja 2025.
3. ↑  Kazneni zakon Republike Hrvatske i mentalno bolesne osobe koje su počinile kazneno djelo, usklađenost s psihijatrijskim standardima i etičke posljedice. Pristupljeno 9. srpnja 2025.
4. ↑  Ernie Gigante Dešković – Uloga centra Gervais u kreiranju ponude turističkih događaja u Opatiji – Fakultet za menadžment u turizmu i ugostiteljstvu. Pristupljeno 9. srpnja 2025.
5. ↑  Ove srrijede iznova počinje Znanost srijedom. Pristupljeno 9. srpnja 2025.
6. ↑  Ovog ljeta na opatijskoj Ljetnoj pozornici velike svjetske zvijezde. Pristupljeno 9. srpnja 2025.
7. ↑  Ljetna pozornica jedna od najvažnijih lokacija. Pristupljeno 9. srpnja 2025.
8. ↑  Svjetski glazbeni spektakl. Pristupljeno 9. srpnja 2025.
9. ↑  Festival koji na desetak dana pretvara Opatiju u hrvatsku prijestolnicu mjuzikla. Pristupljeno 9. srpnja 2025.
10. ↑  Festival klasične glazbe. Pristupljeno 9. srpnja 2025.
11. ↑  Počinje MusicFest. Pristupljeno 9. srpnja 2025.
12. ↑  Najpriznatije domaće kazališne kuće. Pristupljeno 9. srpnja 2025.
13. ↑  Izložba najpoznatijih španjolskih umjetnika. Pristupljeno 9. srpnja 2025.
14. ↑  Izložba Salvador Dalia. Pristupljeno 9. srpnja 2025.